# Diocèse de Fall River
Le diocèse de Fall River (en latin: Dioecesis Riverormensis) est un diocèse catholique de Nouvelle-Angleterre à l'est des États-Unis. Son siège est à la cathédrale Sainte-Marie de Fall River, dans le Massachusetts. L'actuel évêque est Mgr Edgar M. da Cunha, S.D.V., depuis 2014.

## Historique
Le diocèse a été érigé canoniquement par saint Pie X, le 2 mars 1904, à partir de territoires appartenant initialement au diocèse de Providence dans le Rhode Island.

## Territoire
Établi dans le sud-est du Massachusetts, il comprend les comtés de Bristol, de Barnstable, de Dukes et de Nantucket, ainsi que trois villes du comté de Plymouth (Marion, Mattapoisett et Wareham). Son premier évêque est Mgr William Stang (1904-1907).

## Enseignement
Le diocèse dispose d'un collège universitaire, Stonehill College, de cinq établissements d'enseignement secondaire, Bishop Connolly High School, à Fall River ; Bishop Stang Highschool, à Dartmouth ; Bishop Feehan Highschool à Attleboro ; Coyle and Cassidy Highschool à Taunton ; et Pope John Paul II Highschool à Hyannis, ainsi que de deux écoles secondaires de premier cycle, de vingt-cinq écoles primaires et d'un jardin d'enfants.

## Voir également
- Église catholique aux États-Unis
- Liste des juridictions catholiques aux États-Unis

## Source
- (en) Cet article est partiellement ou en totalité issu de l’article de Wikipédia en anglais intitulé « Roman Catholic Diocese of Fall River » (voir la liste des auteurs).